# Traquet de Chypre
Oenanthe cypriaca
Espèce
Statut de conservation UICN

 LC  : Préoccupation mineure
Le Traquet de Chypre est une espèce de passereaux appartenant à la famille des Muscicapidae.

## Répartition
Cet oiseau niche sur Chypre. Pendant les migrations et en hiver, il s'observe au Proche-Orient et au nord-est de l'Afrique : Égypte, Éthiopie, Palestine, Jordanie, Soudan, Syrie et Turquie.

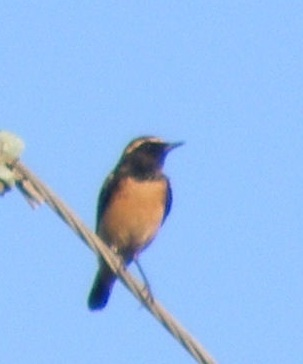
Une femelle

## Liens externes

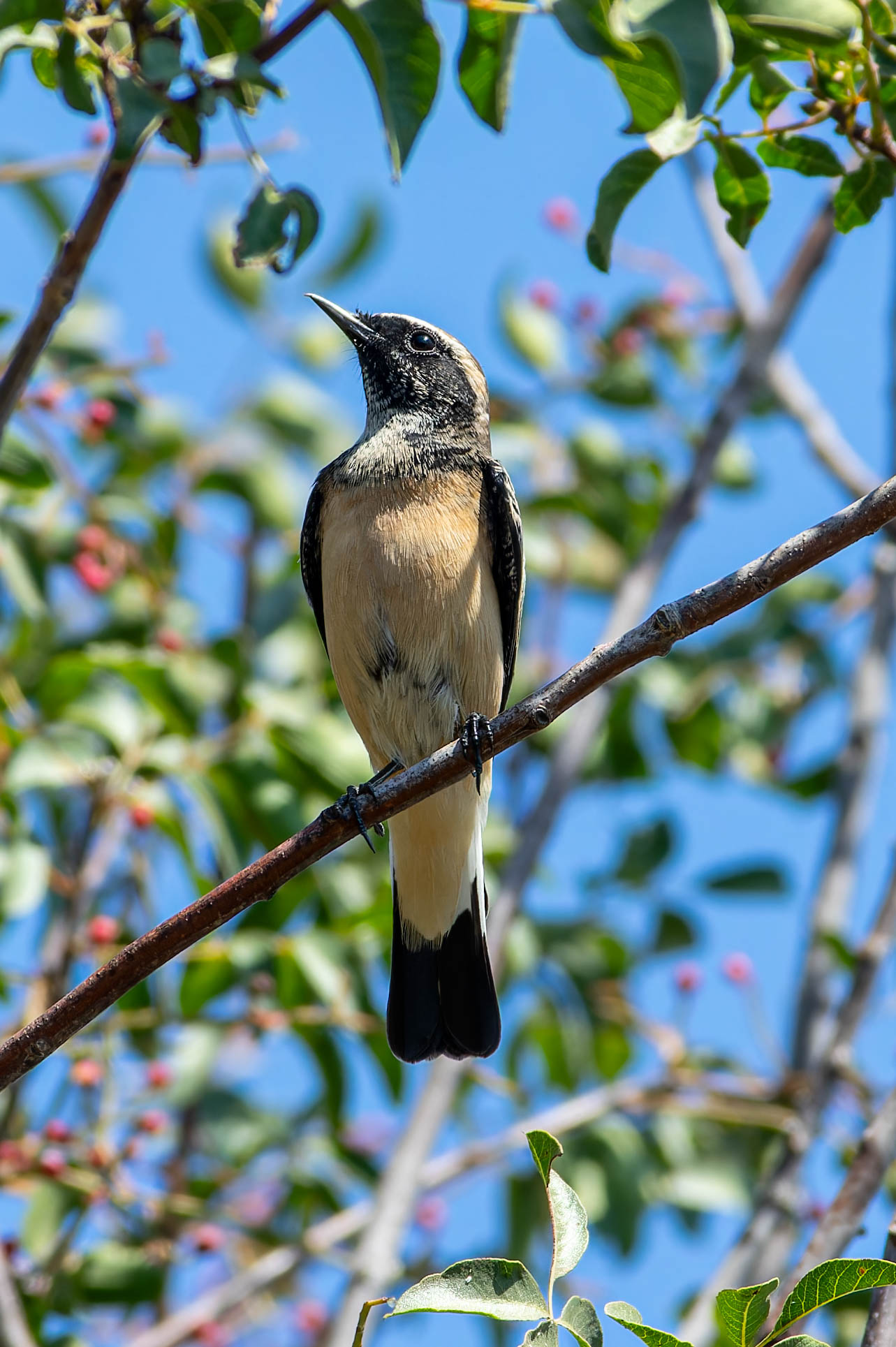
Oenanthe cypriaca, Akamas, Cyprus

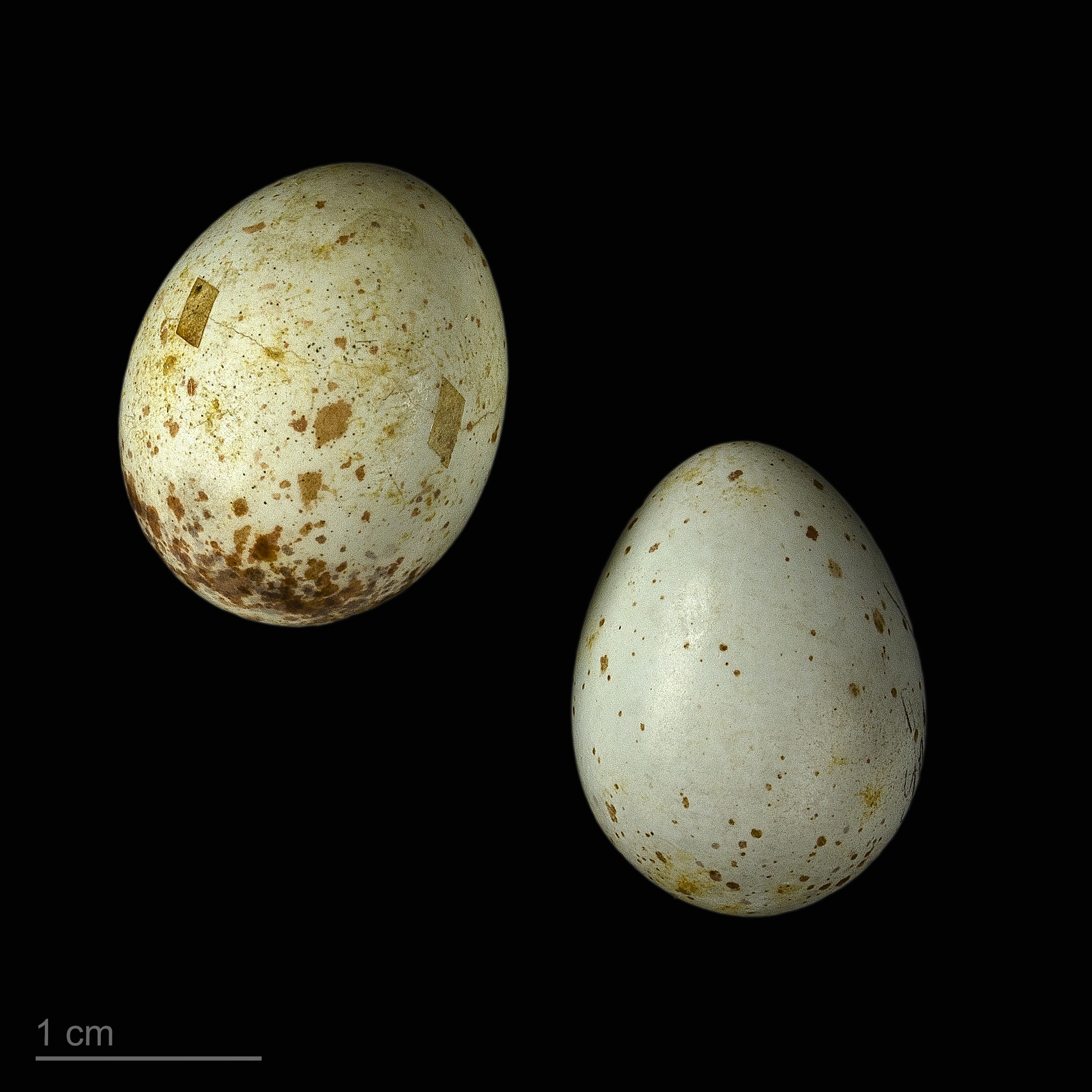
Oenanthe cypriaca - MHNT